# Bruno Tattaglia
Bruno Tattaglia (¿? - †1945) fue un personaje ficticio de la película El Padrino. Tiene un rol menor en la película, siendo uno de los encargados del asesinato de Luca Brasi.

## Asesinato
Bruno Tattaglia es asesinado por orden de Sonny Corleone horas después del atentado contra su padre, Vito. Pero jamás se dieron detalles ni tampoco se dijo quién lo asesinó.

## Película
En la película, Bruno Tattaglia aparece en la escena del asesinato de Luca Brasi, y más tarde Salvatore Tessio menciona a Peter Clemenza cómo Sonny, después del atentado contra Vito Corleone, ordenó a los soldados de Tessio asesinar a Bruno Tattaglia como venganza, pero no se dan detalles de como ha sido.

## Videojuego
En el videojuego de El Padrino, se le da más extensión al personaje de Bruno Tattaglia, y aparece como el subjefe de la familia Tattaglia. Tattaglia asesina a la novia del protagonista y éste más tarde toma venganza contra él. Esta es la única referencia al personaje que se le hace en el videojuego, dando así una explicación de su asesinato.